# Guerres de Lembeek
 (mai 2022).
La mise en forme du texte ne suit pas les recommandations de Wikipédia : il faut le « wikifier ».
Les points d'amélioration suivants sont les cas les plus fréquents. Le détail des points à revoir est peut-être précisé sur la page de discussion.
- Les titres sont pré-formatés par le logiciel. Ils ne sont ni en capitales, ni en gras.
- Le texte ne doit pas être écrit en capitales (les noms de famille non plus), ni en gras, ni en italique, ni en « petit »…
- Le gras n'est utilisé que pour surligner le titre de l'article dans l'introduction, une seule fois.
- L'italique est rarement utilisé : mots en langue étrangère, titres d'œuvres, noms de bateaux, etc.
- Les citations ne sont pas en italique mais en corps de texte normal. Elles sont entourées par des guillemets français : « et ».
- Les listes à puces sont à éviter, des paragraphes rédigés étant largement préférés. Les tableaux sont à réserver à la présentation de données structurées (résultats, etc.).
- Les appels de note de bas de page (petits chiffres en exposant, introduits par l'outil «  Source ») sont à placer entre la fin de phrase et le point final[comme ça].
- Les liens internes (vers d'autres articles de Wikipédia) sont à choisir avec parcimonie. Créez des liens vers des articles approfondissant le sujet. Les termes génériques sans rapport avec le sujet sont à éviter, ainsi que les répétitions de liens vers un même terme.
- Les liens externes sont à placer uniquement dans une section « Liens externes », à la fin de l'article. Ces liens sont à choisir avec parcimonie suivant les règles définies. Si un lien sert de source à l'article, son insertion dans le texte est à faire par les notes de bas de page.
- La présentation des références doit suivre les conventions bibliographiques. Il est recommandé d'utiliser les modèles {{Ouvrage}}, {{Chapitre}}, {{Article}}, {{Lien web}} et/ou {{Bibliographie}}. Le mode d'édition visuel peut mettre en forme automatiquement les références.
- Insérer une infobox (cadre d'informations à droite) n'est pas obligatoire pour parachever la mise en page.

Pour une aide détaillée, merci de consulter Aide:Wikification.
Si vous pensez que ces points ont été résolus, vous pouvez retirer ce bandeau et améliorer la mise en forme d'un autre article.

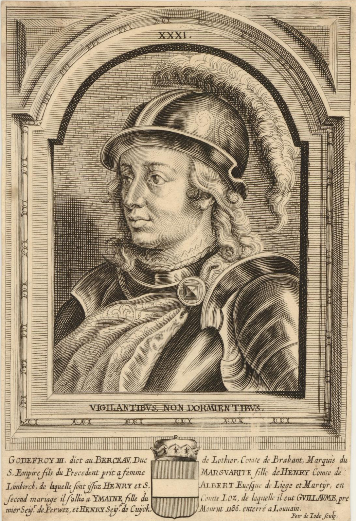
Portrait de Godefroid III, Landgrave de Brabant, gravure de Jan Meyssens, 1663

Les guerres de Lembeek ou Lembecq sont une série de conflits territoriaux qui opposèrent de 1182 à 1194 les seigneurs du Brabant, du Hainaut et de Namur.

## Bataille de Lembeek
La guerre débuta en 1182 lorsque Godefroid III, landgrave de Brabant, s'empara du château et du territoire de Wasnache qui appartenaient au comte de Hainaut Baudouin V et étaient enclavés dans le Brabant. Baudouin, par représailles, se saisit de Tubize, fief de Godefroid enclavé dans le Hainaut, et fit fortifier Lembeek à la frontière entre leurs territoires. Les deux armées se rapprochèrent et des escarmouches se multiplièrent en prélude à une véritable bataille. Philippe d'Alsace, comte de Flandre, proche des deux partis (qu'il espérait s'allier dans sa guerre contre le roi de France), proposa cependant une trêve que tous acceptèrent.
Malgré cette médiation, Baudouin envahit à nouveau le Brabant en 1184. Cette fois, une âpre bataille fut livrée près de Lembeek ; les Hennuyers furent repoussés et les fortifications de Lembeek furent détruites par les Brabançons. Le comte de Flandre intervient à nouveau pour imposer une nouvelle trêve.

## Siège de Gembloux
Henri l'Aveugle, comte de Namur et de Luxembourg, reprit les hostilités en 1186 et joignit son armée à celle de son neveu Baudouin V pour assiéger Godefroid III à Gembloux. Les assaillants, très supérieurs en nombre, emportèrent la place après de durs combats et la ville fut mise à sac. Godefroid tomba gravement malade et mourut peu après. Son fils Henri prit sa succession et devint le premier duc de Brabant.

## Siège de Namur
L'alliance entre le comte de Namur et le comte de Hainaut ne résista cependant pas à une querelle de succession (Henri l'Aveugle ayant eu un enfant, il voulut revenir sur sa promesse faite à Baudouin V d'en faire son héritier). En 1188, Baudouin vint assiéger Henri l'Aveugle dans sa capitale et se rendit maître de la ville. Le jeune duc de Brabant entra également dans le Namurois pour contrer la progression victorieuse de Baudouin. L'empereur Frédéric Barberousse lui-même dut alors intervenir pour arbitrer ce conflit entre ses vassaux et confirma à Baudouin l'investiture du pays de Namur avec le titre de marquis. Le duc de Brabant se retira et reçut Lembeek en compensation.

## Bataille de Noville
La mort de l'empereur en 1190 et celle de Philippe d'Alsace en 1191 rebattirent les cartes. Plusieurs seigneurs se disputèrent la Flandre, ce qui raviva les tensions entre le Brabant et le Hainaut. Le trône impérial passa au fils de Frédéric Barberousse, Henri VI, qui vouait une haine tenace au duc de Brabant qui avait refusé de participer avec lui à la répression d'une révolte en Sicile. En 1193, conseillé par Baudouin de Hainaut qui ne voulait pas d'une alliance entre Brabant et Liège, l'empereur fit assassiner le frère du duc de Brabant, qui venait d'être sacré évêque de Liège avec l'aval du Pape. Le duc de Brabant jura de venger ce forfait et forma une large coalition avec ses vassaux, le duc de Limbourg et l'archevêque de Cologne, à laquelle le vieux comte de Namur se joignit également.
Ils rassemblèrent une armée contre Baudouin V qui avait très ouvertement soutenu les assassins. Celui-ci leva également des troupes dans le Namurois, les Flandres et le Hainaut, et reçu des renforts de son beau-fils le roi de France Philippe II Auguste. Les deux armées livrèrent bataille à Noville-sur-Mehaigne le 1er août 1194. Le sort des armes fut favorable au comte de Hainaut : après une longue mêlée sanglante, l'armée menée par Henri Ier de Brabant fut mise en déroute. L'empereur intervint pour réconcilier ces princes et un traité de paix fut finalement signé à Hal le 20 août 1194, fixant définitivement les frontières entre Brabant et Hainaut.